# Synapturanus mirandaribeiroi
Synapturanus mirandaribeiroi е вид жаба от семейство Тесноусти жаби (Microhylidae). Видът не е застрашен от изчезване.

## Разпространение и местообитание
Разпространен е в Бразилия, Венецуела, Гвиана, Колумбия, Суринам и Френска Гвиана.
Обитава гористи местности и склонове в райони с тропически и субтропичен климат.

## Описание
Популацията на вида е стабилна.